# 岸本ゆめの
岸本夢乃（2000年4月1日—），大阪府出身，隸屬於演藝經紀公司UP-FRONT AGENCY旗下，2012年11月成為Hello! Pro研修生(第17期)，2015年4月29日被選為新團體山茶花工廠的六位初始成員之一，2017年2月22日推出3A單曲「初戀日出 / Just Try! / 美麗的山茶花」正式出道。
身高166.5cm，血型B型，個人應援色為黃。

## 個人簡歷
2012年
- 9月，參加＜モーニング娘。11期メンバー『スッピン歌姫』オーディション＞甄選，進到最後審查階段時落選。
- 11月，成為Hello! Pro研修生。

2015年
- 4月29日，被選為新團體山茶花工廠的六位初始成員之一。

2017年
- 2月22日，以山茶花工廠成員的身分推出3A單曲「初戀日出 / Just Try! / 美麗的山茶花」正式出道。

## 人物
- 憧憬的前輩為Berryz工房的清水佐紀與嗣永桃子。
- 團中唯一的早生(4月1日前出生，所以她是該學年最年幼的。)。

## 外部連結
- つばきファクトリーHello!Project （页面存档备份，存于）
- つばきファクトリーTwitter （页面存档备份，存于）
- つばきファクトリーAmeblo （页面存档备份，存于）
- つばきファクトリーYouTube （页面存档备份，存于）
- 官網個人檔案 （页面存档备份，存于）